# Dokmir
Dokmir (en serbe cyrillique : Докмир) est un village de Serbie situé dans la municipalité d’Ub, district de Kolubara. Au recensement de 2011, il comptait 425 habitants.
Le village de Dokmir est célèbre pour son église et son monastère.

## Géographie

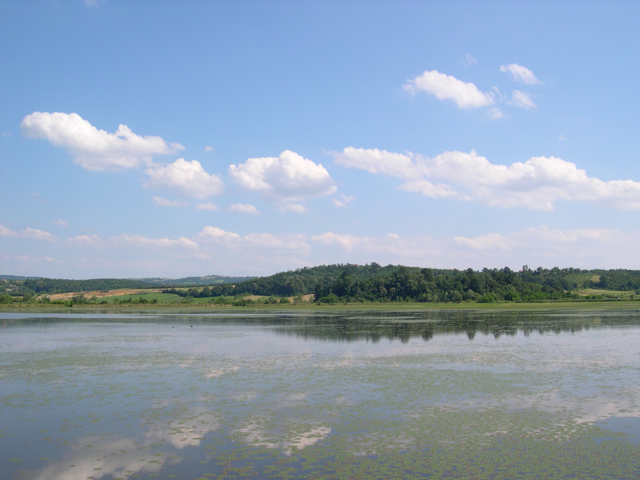
Le lac de Dokmir

## Démographie

### Évolution historique de la population
| 1948 | 1953 | 1961 | 1971 | 1981 | 1991 | 2002 | 2011 |
| ---- | ---- | ---- | ---- | ---- | ---- | ---- | ---- |
| 884  | 928  | 906  | 841  | 812  | 711  | 558  | 425  |

|  |